# Народный комиссариат снабжения СССР
Народный комиссариат снабжения СССР (сокращенно — Наркомснаб) — центральный орган государственного отраслевого управления, ведавший вопросами внутренней торговли. Постепенно в его ведение перешли отрасли пищевой промышленности.
Образован 22 ноября 1930 года в ходе реорганизации Наркомата внутренней и внешней торговли СССР.
На Наркомснаб возлагались обязанности по заготовке сельхозпродуктов для населения и промышленности, организации снабжения продуктами населения, торговли, столовых, пищевых предприятий.
Единственным наркомом снабжения был Анастас Микоян.
29 июля 1934 года Наркомат снабжения был разделён на Народный комиссариат внутренней торговли СССР (наркомом стал заместитель Микояна — Вейцер, Израиль Яковлевич) и Народный комиссариат пищевой промышленности СССР, который возглавил сам Микоян.